# 森弗勞爾蘭丁 (密西西比州)
森弗勞爾蘭丁（英語：Sunflower Landing）是位於美國密西西比州科荷馬縣的非建制地區。

## 歷史
森弗勞爾蘭丁的郵局於1857年設立，其後於1892年停運。

## 地理
森弗勞爾蘭丁所處的海拔為高於海平面46米（即151英呎），而該地所採用的時區為UTC-6，即北美中部時區（CST）。同時該地設有夏令時間，為UTC-6調快一小時，即UTC-5（CDT）。